# Rio Elpim
O Rio Elpim (em armênio: Ելփինի / Էլփինի գետ, Elpin get), Elbim (Ելբին / Էլբին, Elbin) ou Alopém (Աղոպեն, Ałopen) é um rio da província de Vaiose Zor, um tributário direito do rio Arpa. Começa nas encostas sudoeste das montanhas Vardenis, a uma altitude de 2 950 metros, e se junta ao rio mãe perto da aldeia de Areni. É alimentado por degelo e chuva, bem como fontes subterrâneas.
O Elpim transborda na primavera e no início do verão, principalmente entre abril e junho. 22 canais de pequeno e médio porte se originam do Elpim. Possui 23 quilômetros de extensão, área de captação de 130 quilômetros quadrados e vazão média anual de 0,3 m³/s. Possui dois afluentes: Cozuljajur e Xerestajur (que recebeu o nome da montanha de mesmo nome). As águas são agora utilizadas para fins de irrigação e não chegam a Arpa durante os meses de verão.